# 2-я дивизия (Канада)
2-я канадская дивизия (англ. 2nd Canadian Division, фр. 2e Division du Canada) — формирование СВ Канады, ответственное за операции в канадской провинции Квебек. Современное командование было создано в 1991 году как Квебекский округ сухопутных войск (англ. Land Force Quebec Area). В 2013 году оно было переименовано в 2-ю канадскую дивизию. Дивизия ведёт свою историю от формирований, участвовавших в Первой и Второй мировой войнах.
Во время Первой мировой войны дивизия воевала на Западном фронте, а по её окончании была расформирована в 1919 году. Была мобилизована при начале Второй мировой войны 1 сентября 1939 года в составе 1-й канадской армии под названием 2-я канадская пехотная дивизия (англ. 2nd Canadian Infantry Division).

## Вторая мировая война
Несмотря на кризис воинского призыва в Канаде, в дивизию удалось привлечь канадских пограничников и служащих некоторых бригад. В мае и июне 1940 года был сформирован штаб дивизии, сама дивизия перебазировалась в Великобританию с 1 августа по 25 декабря 1940 по просьбе Уинстона Черчилля.
С 1941 по 1942 годы дивизия участвовала в учениях. Первой операцией стала операция «Юбилей» — попытка высадки морского десанта близ французского Дьепа. 19 августа 1942 дивизия совершила высадку при огневой поддержке с моря и задействовании авиации и совместно с силами 4-й и 6-й канадских дивизий предприняла штурм укреплений, однако немецкие войска наголову разгромили канадцев. В бою было убито более 50 % личного состава дивизии.
С 1942 по 1944 годы дивизия, которая постепенно пополнялась добровольцами, несла службу в составе 2-го канадского армейского корпуса 2-й британской армии. После высадки в Нормандии дивизия с 20 июля по 21 августа вела бои близ Кана и Фалеза. После перевода в состав 1-й канадской армии 2-я пехотная дивизия приняла участие в освобождении портов Ла-Манша, битве за Шельду и освобождении Нидерландов. Распущена была по окончании войны.

## Настоящее время
2-я канадская дивизия включает в себя четыре основных формирования, управляемых из штаб-квартиры дивизии в Монреале, провинция Квебек.

### 5-я механизированная бригада
|  | Подразделение                                     |                         | Локация    |
|  | ------------------------------------------------- | ----------------------- | ---------- |
|  | Штаб и батальон связи                             | войска связи            | Валькартье |
|  | 12-й канадский бронетанковый полк                 | танковые войска         | Валькартье |
|  | 1-й батальон 22-го королевского полка             | механизированные войска | Валькартье |
|  | 2-й батальон 22-го королевского полка             | механизированные войска | Квебек     |
|  | 3-й батальон 22-го королевского полка             | лёгкая пехота           | Валькартье |
|  | 5-й лёгкий артиллерийский полк Канады             | артиллерия              | Валькартье |
|  | 5-й инженерно-сапёрный полк                       | инженерные войска       | Валькартье |
|  | 5-й батальон материально-технического обеспечения | тыловое обеспечение     | Валькартье |

### 34-я резервная бригада
|                                                     |                     | Монреаль         |
| --------------------------------------------------- | ------------------- | ---------------- |
| Канадский гренадерский гвардейский полк             | лёгкая пехота       | Монреаль         |
| Королевский хайлендский полк (Чёрная стража Канады) | лёгкая пехота       | Монреаль         |
| 4-й батальон 22-го королевского полка               | лёгкая пехота       | Лаваль           |
| 6-й батальон 22-го королевского полка               | лёгкая пехота       | Монреаль         |
| Монреальский фузилёрный полк                        | лёгкая пехота       | Монреаль         |
| Мэзоннёвский полк                                   | лёгкая пехота       | Монреаль         |
| Королевский монреальский полк                       | лёгкая пехота       | Уэстмаунт        |
| Королевский канадский гусарский полк                | войсковая разведка  | Монреаль, Квебек |
| Халльский полк                                      | войсковая разведка  | Халл             |
| 2-й артиллерийский полк                             | артиллерия          | Монреаль         |
| 34-й инженерный полк                                | инженерные войска   | Уэстмаунт        |
| 34-й полк связи                                     | войска связи        | Монреаль         |
| 34-й батальон тылового обеспечения                  | тыловое обеспечение | Монреаль         |

### 35-я резервная бригада
| Управление бригады                 |                     | Квебек      |
| Квебекский вольтижёрный полк       | лёгкая пехота       | Квебек      |
| Фузилёрский полк Святого Лорана    | лёгкая пехота       | Римуски     |
| Шодьерский полк                    | лёгкая пехота       | Леви        |
| Сагенейский полк                   | лёгкая пехота       | Шикутими    |
| Шербрукский фузилёрный полк        | лёгкая пехота       | Шербрук     |
| Шербрукский гусарский полк         | войсковая разведка  | Шербрук     |
| 12-й танковый полк Канады          | войсковая разведка  | Труа-Ривьер |
| 6-й артиллерийский полк            | артиллерия          | Леви        |
| 62-й артиллерийский полк           | артиллерия          | Шавиниган   |
| 35-й инженерный полк               | инженерные войска   | Квебек      |
| 35-й полк связи                    | войска связи        | Квебек      |
| 35-й батальон тылового обеспечения | тыловое обеспечение | Квебек      |

### Приданные подразделения
| Группа тылового обеспечения дивизии          | тыловое обеспечение | Валькартье |
| 5-й полк военной полиции                     | военная полиция     | Валькартье |
| 4-я разведывательная рота (резервная)        | войсковая разведка  | Монреаль   |
| 2-я канадская рейнджерская патрульная группа |                     | Ришельё    |
| Учебный центр 2-й канадской дивизии          |                     | Валькартье |

В 1994 году к базе «Монреаль» была присоединена база «Сен-Жан». Новое формирование включало в себя гарнизоны баз в Лонг-Пуанте, Сент-Юбере, Сен-Жан-сюр-Ришелье, Фарнеме и Сен-Бруно-де-Монтарвиль. В 1998 году при дальнейшем слиянии была присоединена база «Валькартье» с образованием 5-й окружной группы поддержки, в 2013 году переименованной в Группу поддержки 2-й канадской дивизии.
- 2-й батальон связи группы тылового обеспечения 2-й канадской дивизии
- Оркестр 22-го Королевского полка

Также 2-я канадская дивизия включает в себя 2-ю патрульную группу Канадских рейнджеров.

## Видео
- Dieppe tribute to 2nd Canadian Infantry Division by Bryan Naylor-Operation Jubilee